# Coupe continentale de hockey sur glace 2009-2010
Navigation
Édition 2008-2009 Édition 2010-2011
La saison 2009-2010 est la 13e édition de la Coupe continentale de hockey sur glace. À la suite d'un report de la Ligue des Champions de hockey sur glace, la Coupe continentale est la seule compétition au niveau européen cette saison. Pour la seconde année consécutive, la Super Finale se déroule en France. Elle a été remportée par l'EC Red Bull Salzbourg.

## Format de la saison
19 équipes venant de 19 pays prennent part à la Coupe continentale.
La compétition se divise en quatre phases de groupes. L'entrée en lice des équipes se fait selon le niveau de chacune.
Chaque groupe est composé de quatre équipes et est organisé par l'une d'entre elles. Il se déroule sous une formule de mini-championnat à rencontre simple. Les matchs sont étalés sur un week-end (du vendredi au dimanche). Seul le vainqueur de chaque groupe se qualifie pour le tour suivant.
Une victoire dans le temps règlementaire vaut 3 points, une victoire après une prolongation (mort subite) ou une séance de tirs au but 2 points, une défaite après une prolongation ou une séance de tirs au but 1 point, une défaite dans le temps règlementaire 0 point.

## Premier tour

### Groupe A
Le Groupe A se déroule du 25 au 27 septembre 2009 à Ankara, Turquie. Il oppose le Polis Akademisi Ankara (Turquie), le Herzliya Pituah (Israël), le FC Barcelone (Espagne) et le HK Slavia Sofia (Bulgarie).
| Clt   | Équipe                 | PJ | V | VP | D | DP | BP | BC | Diff | Pts |
| ----- | ---------------------- | -- | - | -- | - | -- | -- | -- | ---- | --- |
| +001, | FC Barcelone           | 3  | 3 | 0  | 0 | 0  | 30 | 3  | 27   | 9   |
| +002, | HK Slavia Sofia        | 3  | 2 | 0  | 1 | 0  | 19 | 8  | +11  | 6   |
| +003, | Polis Akademisi Ankara | 2  | 1 | 0  | 2 | 0  | 12 | 23 | -9   | 3   |
| +004, | Herzliya Pituah        | 3  | 0 | 0  | 3 | 0  | 6  | 33 | -27  | 0   |

- Qualifié pour le tour suivant

| 25 septembre 2009 | Polis Akademisi Ankara | 3-7 (2-2, 0-0, 1-5) | HK Slavia Sofia | Bel-Pa Eishalle, Ankara |

| 25 septembre 2009 | FC Barcelone | 14-2 (6-1, 5-1, 3-0) | HC Herzlia Pituach | Bel-Pa Eishalle, Ankara |

| 26 septembre 2009 | HC Herzlia Pituach | 3-8 (0-2, 0-4, 3-2) | Polis Akademisi Ankara | Bel-Pa Eishalle, Ankara |

| 26 septembre 2009 | HK Slavia Sofia | 1-3 (0-1, 0-2, 1-0) | FC Barcelone | Bel-Pa Eishalle, Ankara |

| 26 septembre 2009 | HK Slavia Sofia | 11-2 (4-1, 3-0, 4-1) | HC Herzlia Pituach | Bel-Pa Eishalle, Ankara |

| 27 septembre 2009 | Polis Akademisi Ankara | 1-13 (0-4, 0-2, 1-7) | FC Barcelone | Bel-Pa Eishalle, Ankara |

## Deuxième tour

### Groupe B
Le Groupe B se déroule du 23 au 25 octobre 2009 à Miercurea-Ciuc en Roumanie. Il oppose le SC Miercurea-Ciuc (Roumanie), le Újpesti TE (Hongrie), le HYS La Haye (Pays-Bas) et le vainqueur du Groupe A, le FC Barcelone (Espagne).
| Clt   | Équipe            | PJ | V | VP | D | DP | BP | BC | Diff | Pts |
| ----- | ----------------- | -- | - | -- | - | -- | -- | -- | ---- | --- |
| +001, | HYS La Haye       | 3  | 3 | 0  | 0 | 0  | 19 | 6  | +13  | 9   |
| +002, | SC Miercurea-Ciuc | 3  | 2 | 0  | 1 | 0  | 19 | 6  | +13  | 6   |
| +003, | Újpesti TE        | 3  | 1 | 0  | 2 | 0  | 11 | 14 | -3   | 3   |
| +004, | FC Barcelone      | 3  | 0 | 0  | 3 | 0  | 6  | 29 | -23  | 0   |

- Qualifié pour le tour suivant

| 23 octobre 2009 | Újpesti TE | 9-3 (3-0, 3-2, 3-1) | FC Barcelone | Vákár Lajos, Miercurea Ciuc 115 spectateurs |

| 23 octobre 2009 | HYS La Haye | 4-3 (3-1, 1-1, 0-1) | SC Miercurea-Ciuc | Vákár Lajos, Miercurea Ciuc 1 600 spectateurs |

| 24 octobre 2009 | Újpesti TE | 2-6 (1-1, 1-1, 0-4) | HYS La Haye | Vákár Lajos, Miercurea Ciuc 335 spectateurs |

| 24 octobre 2009 | SC Miercurea-Ciuc | 11-2 (4-0, 5-1, 2-1) | FC Barcelone | Vákár Lajos, Miercurea Ciuc 850 spectateurs |

| 25 octobre 2009 | FC Barcelone | 1-9 (0-3, 0-1, 1-5) | HYS La Haye | Vákár Lajos, Miercurea Ciuc 150 spectateurs |

| 25 octobre 2009 | SC Miercurea-Ciuc | 5-0 (0-0, 5-0, 0-0) | Újpesti TE | Vákár Lajos, Miercurea Ciuc 1 550 spectateurs |

### Groupe C
Le Groupe C se déroule à Cracovie en Pologne. Il oppose le KS Cracovia Kraków (Pologne), le Tartu Kalev-Välk (Estonie), le SC Energija (Lituanie) et le Sary Arka Karaganda (Kazakhstan).
| Clt   | Équipe              | PJ | V | VP | D | DP | BP | BC | Diff | Pts |
| ----- | ------------------- | -- | - | -- | - | -- | -- | -- | ---- | --- |
| +001, | KS Cracovia Kraków  | 3  | 3 | 0  | 0 | 0  | 19 | 10 | +9   | 9   |
| +002, | Sary Arka Karaganda | 3  | 2 | 0  | 1 | 0  | 14 | 4  | +1   | 6   |
| +003, | Tartu Kalev-Välk    | 3  | 0 | 1  | 2 | 0  | 6  | 19 | -13  | 2   |
| +004, | SC Energija         | 3  | 0 | 0  | 2 | 1  | 8  | 14 | -8   | 1   |

- Qualifié pour le tour suivant

| 23 octobre 2009 | SC Energija | 2-3 (pr) (0-0, 0-0, 2-2, 0-1) | Tartu Kalev-Välk | Krakowianka Arena, Cracovie 200 spectateurs |

| 23 octobre 2009 | KS Cracovia Kraków | 3-2 (1-1, 1-0, 1-1) | Sary Arka Karaganda | Krakowianka Arena, Cracovie 2 000 spectateurs |

| 24 octobre 2009 | Sary Arka Karaganda | 4-1 (1-0, 2-0, 1-1) | SC Energija | Krakowianka Arena, Cracovie 200 spectateurs |

| 24 octobre 2009 | Tartu Kalev-Välk | 3-9 (1-4, 1-3, 1-2) | KS Cracovia Kraków | Krakowianka Arena, Cracovie 1 300 spectateurs |

| 25 octobre 2009 | Sary Arka Karaganda | 8-0 (4-0, 3-0, 1-0) | Tartu Kalev-Välk | Krakowianka Arena, Cracovie 100 spectateurs |

| 25 octobre 2009 | KS Cracovia Kraków | 7-5 (4-0, 2-3, 1-2) | SC Energija | Krakowianka Arena, Cracovie 2 000 spectateurs |

## Troisième tour

### Groupe D

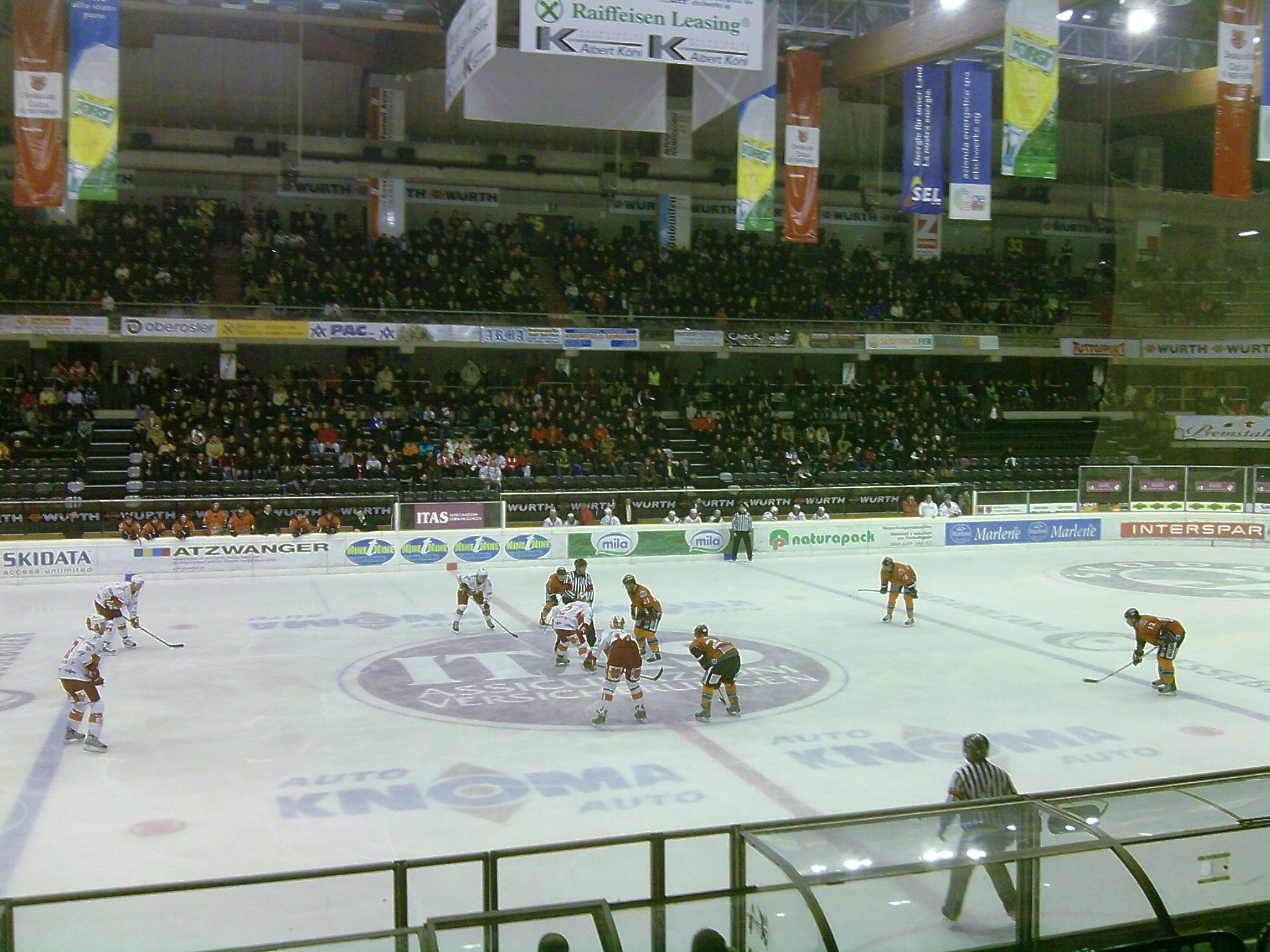
HC Bolzano-Sheffield Steelers

Il se déroule du 27 au 29 novembre 2009 à Bolzano en Italie. Il oppose le HC Bolzano (Italie), les Sheffield Steelers (Royaume-Uni), le HK Maribor (Slovénie) et le vainqueur du Groupe B, le HYS La Haye (Pays-Bas).
| Clt   | Équipe             | PJ | V | VP | D | DP | BP | BC | Pts |
| ----- | ------------------ | -- | - | -- | - | -- | -- | -- | --- |
| +001, | Sheffield Steelers | 3  | 2 | 1  | 0 | 0  | 13 | 10 | 8   |
| +002, | HC Bolzano         | 3  | 2 | 0  | 0 | 1  | 12 | 6  | 7   |
| +003, | HYS La Haye        | 3  | 1 | 0  | 2 | 0  | 7  | 8  | 3   |
| +004, | HK Maribor         | 3  | 0 | 0  | 3 | 0  | 7  | 15 | 0   |

- Qualifié pour le tour suivant

|  | Sheffield Steelers | 4-3 | HYS La Haye |  |

|  | HK Maribor | 2-6 | HC Bolzano |  |

|  | HK Maribor | 3-5 | Sheffield Steelers |  |

|  | HC Bolzano | 4-0 | HYS La Haye |  |

|  | HYS La Haye | 4-1 | HK Maribor |  |

|  | HC Bolzano | 3-4 (TB) | Sheffield Steelers |  |

### Groupe E
Le Groupe E se déroule du 27 au 29 novembre 2009 à Liepaja, Lettonie. Il oppose le HK Liepājas Metalurgs (Lettonie), le HK Sokol Kiev (Ukraine), le EC Red Bull Salzbourg (Autriche) et le vainqueur du Groupe C, le KS Cracovia Kraków (Pologne).
| Clt   | Équipe                | PJ | V | VP | D | DP | BP | BC | Pts |
| ----- | --------------------- | -- | - | -- | - | -- | -- | -- | --- |
| +001, | EC Red Bull Salzbourg | 3  | 3 | 0  | 0 | 0  | 15 | 10 | 9   |
| +002, | HK Sokol Kiev         | 3  | 1 | 0  | 1 | 1  | 11 | 11 | 4   |
| +003, | HK Liepājas Metalurgs | 3  | 1 | 0  | 2 | 0  | 12 | 14 | 3   |
| +004, | KS Cracovia Kraków    | 3  | 0 | 1  | 2 | 0  | 9  | 12 | 2   |

- Qualifié pour le tour suivant

| 27 novembre 2009 | EC Red Bull Salzbourg | 6-5 (3-1, 2-3, 1-1) | HK Sokol Kiev | Olimpiskā ledus halle, Liepāja 210 spectateurs |

| 27 novembre 2009 | HK Liepājas Metalurgs | 6-5 (2-2, 2-1, 2-2) | KS Cracovia Kraków | Olimpiskā ledus halle, Liepāja 850 spectateurs |

| 28 novembre 2009 | KS Cracovia Kraków | 2-1 (TB) (0-0, 1-0, 0-1, 0-0, 1-0) | HK Sokol Kiev | Olimpiskā ledus halle, Liepāja 214 spectateurs |

| 28 novembre 2009 | HK Liepājas Metalurgs | 3-4 (0-1, 1-1, 2-2) | EC Red Bull Salzbourg | Olimpiskā ledus halle, Liepāja 1 004 spectateurs |

| 29 novembre 2009 | EC Red Bull Salzbourg | 5-2 (3-0, 1-0, 1-1) | KS Cracovia Kraków | Olimpiskā ledus halle, Liepāja 214 spectateurs |

| 29 novembre 2009 | HK Sokol Kiev | 5-3 (3-0, 1-1, 1-2) | HK Liepājas Metalurgs | Olimpiskā ledus halle, Liepāja 847 spectateurs |

## Super Finale
La Super Finale se déroule 15 au 17 janvier 2010 à Grenoble, France. Elle oppose le Grenoble Métropole Hockey 38 (France), le HK Iounost Minsk (Biélorussie) et les vainqueurs des Groupes D et E.
| Clt   | Équipe                       | PJ | V | VP | D | DP | BP | BC | Diff | Pts |
| ----- | ---------------------------- | -- | - | -- | - | -- | -- | -- | ---- | --- |
| +001, | EC Red Bull Salzbourg        | 3  | 3 | 0  | 0 | 0  | 20 | 8  | +12  | 9   |
| +002, | HK Iounost Minsk             | 3  | 1 | 0  | 1 | 1  | 9  | 9  | 0    | 4   |
| +003, | Sheffield Steelers           | 3  | 1 | 0  | 2 | 0  | 7  | 12 | -5   | 3   |
| +004, | Grenoble Métropole Hockey 38 | 3  | 0 | 1  | 2 | 0  | 9  | 16 | -7   | 2   |

- Vainqueur de la Coupe continentale 2009

| 15 janvier 2010 | HK Iounost Minsk | 3-5 (0-2, 2-1, 0-2) | EC Red Bull Salzbourg | Patinoire Pôle Sud, Grenoble 2 000 spectateurs |

| Feuille de match | Feuille de match | Feuille de match | Feuille de match | Feuille de match |
| ---------------- | --- | ---------------- | --- | ---------------- |
|                  | 8 min 22 s, Zakharov (Stepanov, Senkevitch) 9 min 28 s, Stepanov (Ierkovitch, Zakharov) 39 min 57 s, Materoukhine (Timtchenko, Leontiev) SN |                  | 25 min 25 s, Siklenka (Pewal) double SN 32 min 46 s, Welser (Trattnig, Aubin) double SN 39 min 25 s, Filewich (Rebek) SN 45 min 27 s, Filewich (Regier, Trattnig) SN 56 min 18 s, Ulmer (Rebek, Regier) |                  |
| Sergueï Chabanov | Gardiens | Reinhard Divis   | |                  |
| 22 min           | Pénalités | 18 min           | |                  |
|                  | |                  | |                  |

| 15 janvier 2010 | Grenoble Métropole Hockey 38 | 2-5 (0-2, 2-1, 0-2) | Sheffield Steelers | Patinoire Pôle Sud, Grenoble 3 500 spectateurs |

| Feuille de match | Feuille de match                                                                   | Feuille de match | Feuille de match | Feuille de match |
| ---------------- | ---------------------------------------------------------------------------------- | ---------------- | --- | ---------------- |
|                  | 22 min 48 s, Wallin (Šivic, Jansson) SN 27 min 27 s, Fleury (Milovanovič, Tartari) |                  | 4 min 32 s, Leque (Farmer) 6 min 31 s, Phillips 32 min 20 s, Farmer (Leque, Sarich) 47 min 24 s, Hubbauer (Phillips, Dowd) 59 min 17 s, Hewitt (Philipps) cage vide |                  |
| Eddy Ferhi       | Gardiens                                                                           | Andrew Verner    | |                  |
| 22 min           | Pénalités                                                                          | 18 min           | |                  |
|                  |                                                                                    |                  | |                  |

| 16 janvier 2010 | Sheffield Steelers | 1-6 (1-3, 0-3, 0-0) | EC Red Bull Salzbourg | Patinoire Pôle Sud, Grenoble 2 000 spectateurs |

| Feuille de match | Feuille de match             | Feuille de match | Feuille de match | Feuille de match |
| ---------------- | ---------------------------- | ---------------- | --- | ---------------- |
|                  | 4 min 5 s, Hubbauer (Sarich) |                  | 3 min 40 s, Wilson (Aubin, Schutte) SN 15 min 20 s, Welser (Rebek, Trattnig) SN 17 min 44 s, Latusa (Trattnig) 27 min 0 s, Latusa (Trattnig, Siklenka) SN 34 min 15 s, Welser (Latusa) 35 min 35 s, Pewal (Aubin) |                  |
| Andrew Verner    | Gardiens                     | David LeNeveu    | |                  |
| 53 min           | Pénalités                    | 26 min           | |                  |
|                  |                              |                  | |                  |

| 16 janvier 2010 | HK Iounost Minsk | 2-3 (TB) (0-1, 2-0, 0-1, 0-0, 0-1) | Grenoble Métropole Hockey 38 | Patinoire Pôle Sud, Grenoble 3 500 spectateurs |

| Feuille de match | Feuille de match                                                                          | Feuille de match | Feuille de match                                                                                  | Feuille de match |
| ---------------- | ----------------------------------------------------------------------------------------- | ---------------- | ------------------------------------------------------------------------------------------------- | ---------------- |
|                  | 36 min 48 s, Materoukhine (Ierkovitch, Borovkov) SN 39 min 28 s, Zakharov (Ostrouchko) IN |                  | 8 min 0 s, Rouleau (Tartari, Dufour) 54 min 8 s, Fleury (Milovanovič, Raibon) 65 min 0 s, Jansson |                  |
| Sergueï Chabanov | Gardiens                                                                                  | Sébastien Raibon |                                                                                                   |                  |
| 16 min           | Pénalités                                                                                 | 46 min           |                                                                                                   |                  |
|                  |                                                                                           |                  |                                                                                                   |                  |

| 17 janvier 2010 | Sheffield Steelers | 1-4 (0-1, 0-3, 1-0) | HK Iounost Minsk | Patinoire Pôle Sud, Grenoble 2 300 spectateurs |

| Feuille de match | Feuille de match                           | Feuille de match                 | Feuille de match | Feuille de match |
| ---------------- | ------------------------------------------ | -------------------------------- | --- | ---------------- |
|                  | 54 min 34 s, Hubbauer (Dowd, Bolibruck) SN |                                  | 7 min 32 s, Slych (Stepanov) 30 min 42 s, Baranov (Materoukhine) 34 min 13 s, Materoukhine (Borovkov, Timtchenko) 35 min 57 s, Baranov (Stepanov, Slych) |                  |
| Andrew Verner    | Gardiens                                   | Sergueï Chabanov Vitali Belinski | |                  |
| 10 min           | Pénalités                                  | 12 min                           | |                  |
|                  |                                            |                                  | |                  |

| 17 janvier 2010 | EC Red Bull Salzbourg | 9-4 (3-2, 3-1, 3-1) | Grenoble Métropole Hockey 38 | Patinoire Pôle Sud, Grenoble 3 500 spectateurs |

| Feuille de match | Feuille de match | Feuille de match | Feuille de match | Feuille de match |
| ---------------- | --- | ---------------- | --- | ---------------- |
|                  | 0 min 21 s, Gergen (Pewal, Wilson) 8 min 50 s, Heinrich 16 min 40 s, Schiechl (Ulmer, Heinrich) 22 min 17 s, Aubin (Wilson, Gergen) 37 min 12 s, Rebek (Trattnig) double SN 39 min 5 s, Koch (Aubin) SN 40 min 56 s, Duncan (Lynch) SN 53 min 24 s, Welser (Trattnig, Siklenka) double SN 54 min 34 s, Regier (Duncan, Rebek) SN |                  | 1 min 35 s, Arrossamena (Besch) 15 min 32 s, Fleury (Dufour) SN 33 min 11 s, Tartari (Rouleau, Wallin) double SN 44 min 9 s, Dufour (Milovanovic, Tartari) SN |                  |
| Reinhard Divis   | Gardiens | Sébastien Raibon | |                  |
| 90 min           | Pénalités | 80 min           | |                  |
|                  | |                  | |                  |

### Meilleurs joueurs
- Meilleur gardien de but : Andrew Verner (Sheffield Steelers).
- Meilleur défenseur : Douglas Lynch (Red Bull Salzbourg).
- Meilleur attaquant : Oleksandr Materoukhine (HK Iounost Minsk).

### Effectif vainqueur
| Vainqueur de la Coupe continentale EC Red Bull Salzbourg | Gardiens de but : Reinhard Divis, David LeNeveu Défenseurs : Jason Beckett, Wilhelm Lanz, Doug Lynch, Michael Gergen, Jeremy Rebek, Michael Schutte, Mike Siklenka, Daniel Welser Attaquants : Brent Aubin, Ryan Duncan, Jonathan Filewich,Dominique Heinrich, Thomas Koch, Manuel Latusa, Marco Pewal, Steve Regier, Matthias Trattnig, Michael Schiechl, Martin Ulmer, Kelsey Wilson Entraîneur : Pierre Pagé |